# Elsie Motz Lowdon

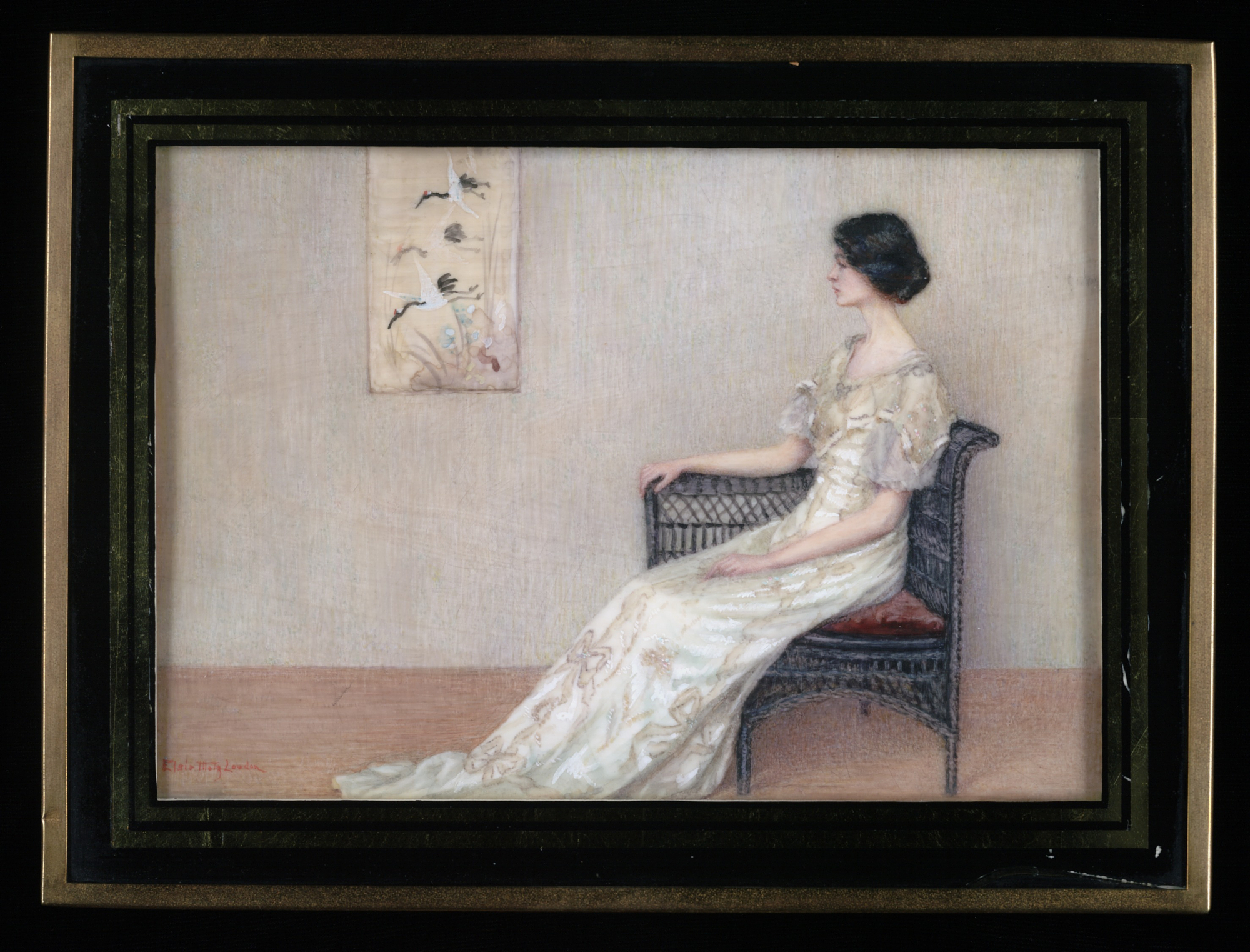
Elsie Motz Lowdon: Perdita (ca. 1915). Smithsonian American Art Museum

Elsie Motz Lowdon, auch Lowden (* 1882 oder 1883 in Waco, Texas; † 1960 in Fort Worth, Texas) war eine US-amerikanische Porträt- und Miniaturmalerin.

## Leben
Elsie Motz wurde um 1882/1883 in Texas geboren. Als Mädchen studierte sie gemeinsam mit ihrer Schwester Mary Motz Wills (1875–1961), die ebenfalls Künstlerin und Lehrerin war, Musik und Kunst in Abilene. Sie heiratete Edmund Cecil Lowdon und bekam mit ihm eine Tochter. Nach ihrer Scheidung nahm sie ein Studium bei Eleanor T. Wragg (ca. 1870–nach 1922) an der Baylor University in Waco auf. Anschließend unterrichtete sie in Abilene Zeichnen und Porzellanmalerei. Um 1911 schrieb sie sich an der Art Students League und der 1914 gegründeten American School of Miniature Painting ein und studierte dort bei Lucia Fairchild Fuller und Elsie Dodge Pattee. Lowdon gründete ein Atelier in New York City, verbrachte aber auch Zeit mit ihrer Familie in Texas. Nach den 1930er Jahren kehrte sie nach Abilene zurück und arbeitete auch zeitweise in Dallas und Houston.
Elsie Motz stellte ihre Werke vielfach aus, unter anderem auf der Panama-Pacific International Exposition in San Francisco (1915) und in einer Einzelausstellung im High Museum of Art in Atlanta (1928). Zu ihren Auszeichnungen zählen der Allan C. Balch First Prize und der Popular Vote Prize der National Exhibition of Miniatures in Los Angeles. Sie erhielt die Auszeichnungen im Jahr 1927 vom Los Angeles County Museum of Art für ihr Werk Nude (ca. 1916, Smithsonian American Art Museum, Washington, D.C.). Lowdon war Mitglied der National Association of Women Painters and Sculptors sowie der Southern States Art League. In ihren Miniaturen stellte sie ihre Modelle oft fast in voller Größe in einem Innenraum dar.